# Pristimantis baryecuus
Espèce
Synonymes
- Eleutherodactylus baryecuus Lynch, 1979

Statut de conservation UICN

 EN B1ab(iii) : En danger
Pristimantis baryecuus est une espèce d'amphibiens de la famille des Craugastoridae.

## Répartition
Cette espèce est endémique de la province de Morona-Santiago en Équateur. Elle se rencontre entre 2 195 et 2 988 m d'altitude sur le versant est de la cordillère Orientale.

## Description
Les mâles mesurent de 27,2 à 30,4 mm et les femelles de 38,2 à 43,5 mm.

## Publication originale
- Lynch, 1979 : Leptodactylid frogs of the genus Eleutherodactylus from the Andes of southern Ecuador. Miscellaneous Publication, Museum of Natural History, University of Kansas, vol. 66, p. 1-62 (texte intégral).